# Englewood (Florida)
Englewood is een plaats (census-designated place) in de Amerikaanse staat Florida, en valt bestuurlijk gezien onder Charlotte County en Sarasota County.

## Demografie
Bij de volkstelling in 2000 werd het aantal inwoners vastgesteld op 16.196.

## Geografie
Volgens het United States Census Bureau beslaat de plaats een oppervlakte van
33,3 km², waarvan 25,5 km² land en 7,8 km² water. Englewood ligt op ongeveer 3 m boven zeeniveau.

## Plaatsen in de nabije omgeving
De onderstaande figuur toont nabijgelegen plaatsen in een straal van 16 km rond Englewood.